# Otpor

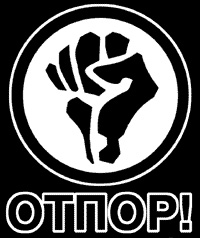

Otpor (serbiska, kyrillisk: Отпор; stiliserat som Отпор!) var en frihetsrörelse som uppstod i Belgrad 1998, och arbetade för att stärka demokratin och avsätta Slobodan Milošević i Serbien.
Otpor betyder "motstånd". Namnet skrivs ofta med ett utropstecken: Otpor!
Som mest hade Otpor 70 000 anhängare. Rörelsen är känd för att ha använt icke-våld och humor som ett sätt att mobilisera medborgarna och konfrontera serbiska auktoriteter.
Miloševic störtades den 5 oktober 2000, i den så kallade oktoberrevolutionen. Efter det arbetade Otpor med att granska makthavare, pressa på för demokratiska reformer och bekämpa korruption. Under hösten 2003 blev Otpor en kort tid ett politiskt parti. När de inte klarade gränsen för att få platser i det serbiska parlamentet slogs Optor samman med ett annat parti.
Otpor har inspirerat till bildandet av liknande motståndsrörelser i flera länder:
- Kmara i Georgien
- Pora! i Ukraina
- Zubr i Vitryssland
- MJAFT! i Albanien
- Oborona i Ryssland
- KelKel i Kirgizistan
- Bolga i Uzbekistan
- Nabad-al-Horriye i Libanon
- Canvas i Serbien[5]